# Echium wildpretii
La viperina rossa di Tenerife (Echium wildpretii H. Pearson ex Hook. f., 1902) è una pianta della famiglia Boraginaceae, endemica delle Canarie.

## Descrizione
È una pianta dal fusto legnoso, alto 180–210 cm. 

Possiede foglie lanceolate, ricoperte da una fitta peluria grigio-argentea.

L'infiorescenza è un'appariscente spiga piramidale apicale, formata da piccoli fiori di colore dal rosa al rosso purpureo.

## Distribuzione e habitat
La specie è un endemismo ristretto all'isola di Tenerife; il suo areale ricade in gran parte nel Parco nazionale del Teide.
Sulle isole di Gran Canaria ed El Hierro sono presenti degli esemplari naturalizzati a seguito dell'introduzione da parte dell'uomo come pianta ornamentale.
Una entità molto somigliante, ma con infiorescenze di colore bluastro, presente sull'isola de La Palma, classificata in passato come E. wildpretii subsp. trichosiphon, è oggi considerata come specie a sé stante (Echium perezii).